# Gulbukig bulbyl
Gulbukig bulbyl (Alophoixus phaeocephalus) är en fågel i familjen bulbyler inom ordningen tättingar.

## Utseende och läte
Gulbukig bulbyl är en stor (20–20,5 cm) och lätt igenkännbar färgglad bulbyl med bjärt citrongul buk, snövit strupe, blågrått huvud och grönaktig ovansida. Avsaknad av huvudtofs skiljer den från liknande bulbyler i sitt utbredningsområde. Lätena är grova och torra.

## Utbredning och systematik
Gulbukig bulbyl förekommer i Sydöstasien. Den delas in i fyra underarter med följande utbredning:
- Alophoixus phaeocephalus phaeocephalus – Malackahalvön, Sumatra, Bangka, Belitung och norra Natunaöarna
- Alophoixus phaeocephalus connectens – nordöstra Borneo
- Alophoixus phaeocephalus sulphuratus – centrala, östra och södra Borneo
- Alophoixus phaeocephalus diardi – västra Borneo

## Levnadssätt
Gulbukig bulbyl hittas i skogsområden i lågland eller lägre bergstrakter, ofta i artblandade flockar. Födan består av både bär och insekter. Den häckar april–augusti och lägger två ägg.

## Status
Arten har ett rätt stort utbredningsområde och beståndet anses stabilt. Internationella naturvårdsunionen IUCN listar den därför som livskraftig (LC).